# ジョージ・ヒッチコック
ジョージ・ヒッチコック（George Hitchcock、1850年9月29日 – 1913年8月2日）はアメリカ合衆国生まれの画家である。ヨーロッパ、特にオランダで活動した。

## 略歴
ロードアイランド州のプロビデンスで生まれた。はじめブラウン大学、ハーバード法律学校で法律を学び、シカゴでしばらく法律家として働いた後、仕事に満足できず1879年に画家となることに決めた。はじめにロンドンに渡り、その後パリの私立美術学校、アカデミー・ジュリアンで、ギュスターヴ・ブーランジェやジュール・ジョゼフ・ルフェーブルに学んだ。その後、ドイツのデュッセルドルフ美術アカデミーで学んだ後、1880年からオランダのデン・ハーグでヘンドリック・ウィレム・メスダフ（Hendrik Willem Mesdag）に学んだ。
1883年にオランダの港町エグモント・アーン・デン・フフに妻と住み着いた。1884年にサロン・ド・パリで金賞を受賞し、国際的に評価を高め、エグモントの家にはオーストリア皇后、エリーザベトが絵を購入するために訪れた。ヨーロッパ各国を旅し、ヨーロッパの各都市で展覧会を開いた。
1890年から夏の間、エグモント・アーン・デン・ゼーで美術学校を開き、1893年からSchuijlenburgの邸で夏の学校を開き、この学校はヒッチコックがパリに移る1905年まで続き、多くの外国の画家たちを集めた。ここで学んだ画家にはアメリカ生まれの有名な絵本画家、フローレンス・ケイト・アプトン（Florence Kate Upton）や、オランダの女性画家、タミネ・タデマ＝フローネフェルト（Thamine Tadama-Groeneveld）、アメリカの女性画家、レッタ・クラポ・スミス（Letta Crapo Smith）らがいた。
ヒッチコックは、明るい陽光の中のオランダの花畑や、オランダの少女、宗教的な題材を描いた。晩年は作品を売るために定期的にアメリカに戻った。
ニューヨークのナショナル・アカデミー・オブ・デザイン(1909年-准会員)や、ウィーン美術アカデミーの会員に選ばれ、フランスからレジオンドヌール勲章、オーストリアからフランツ・ヨーゼフ 騎士勲章を受勲した。1913年にMarkenで没した後、忘れられた画家となっていたが、2000年代後半にオランダの研究家、Peter van den Bergが著書、"De Uitdaging Van het Licht" (2009)で、紹介し、ヒッチコックとエグモントに集まった画家たちが再評価された。

## 作品

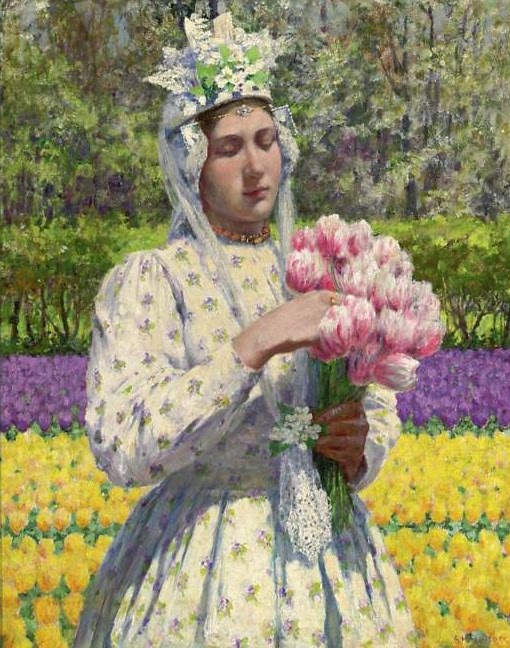
オランダの花嫁 (c.1890)
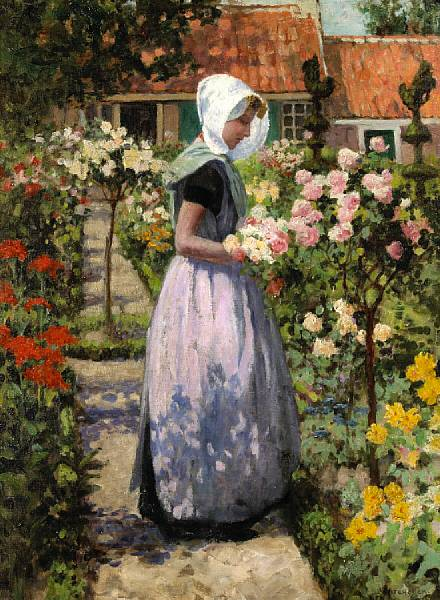
庭園のオランダ女性 (c.1890)
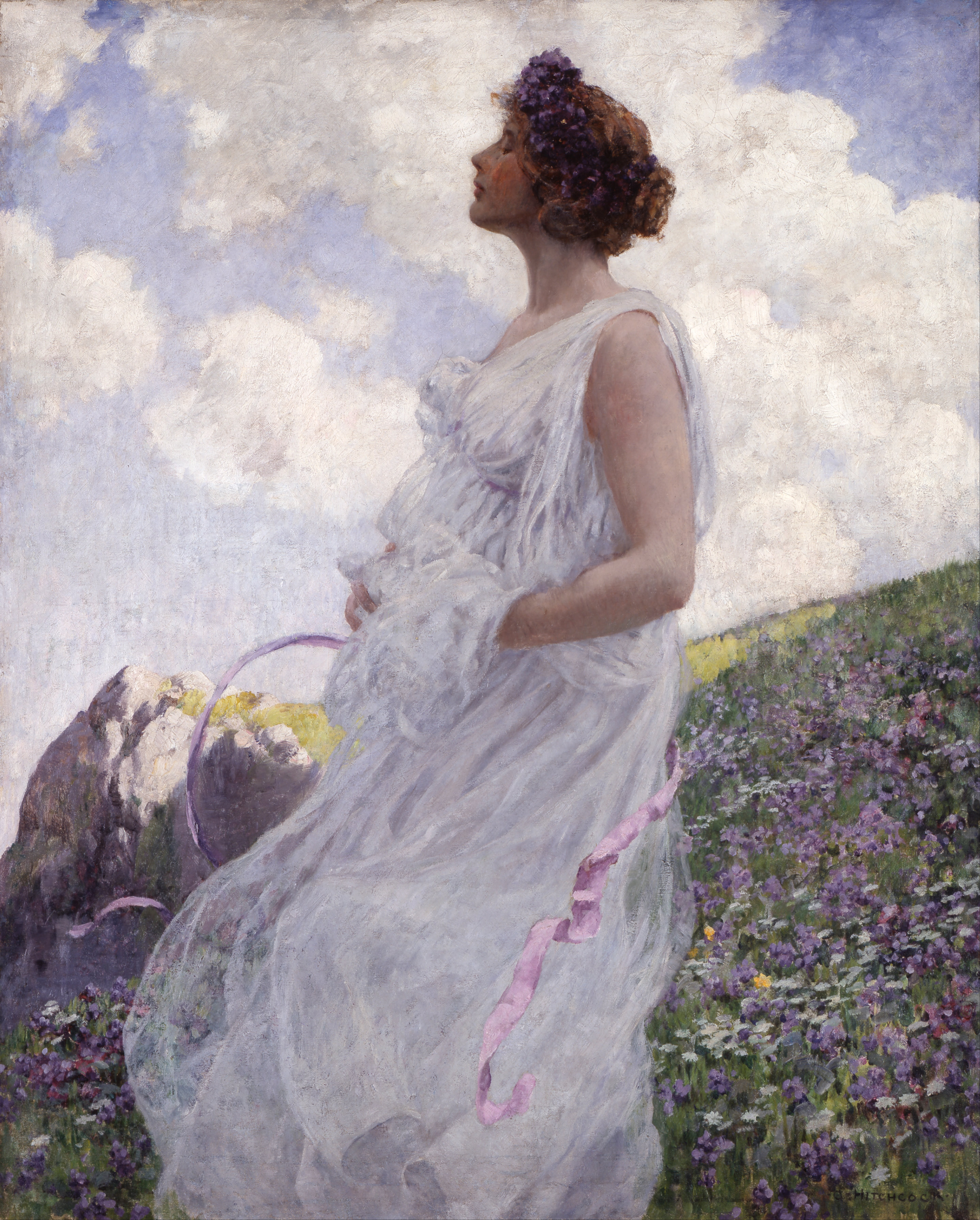
Calypso c.1906
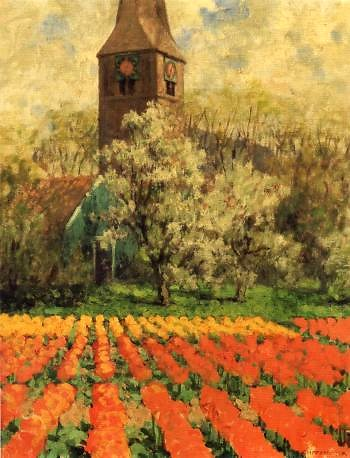
果樹園とチューリップ畑

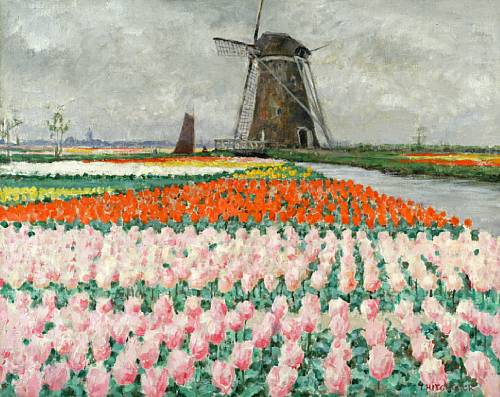
球根畑と風車 (c.1890)
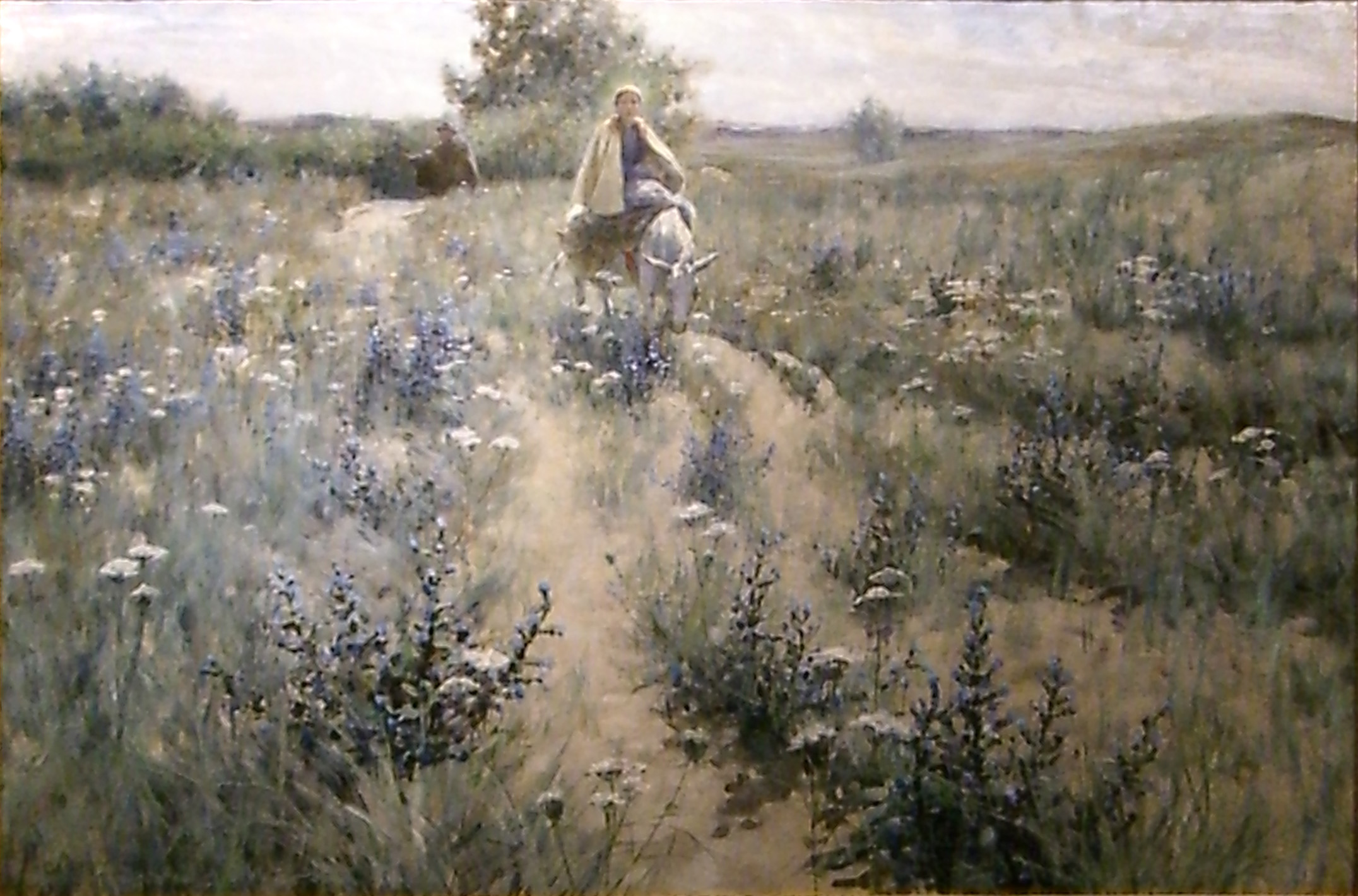
エジプトへの逃避 (1892)
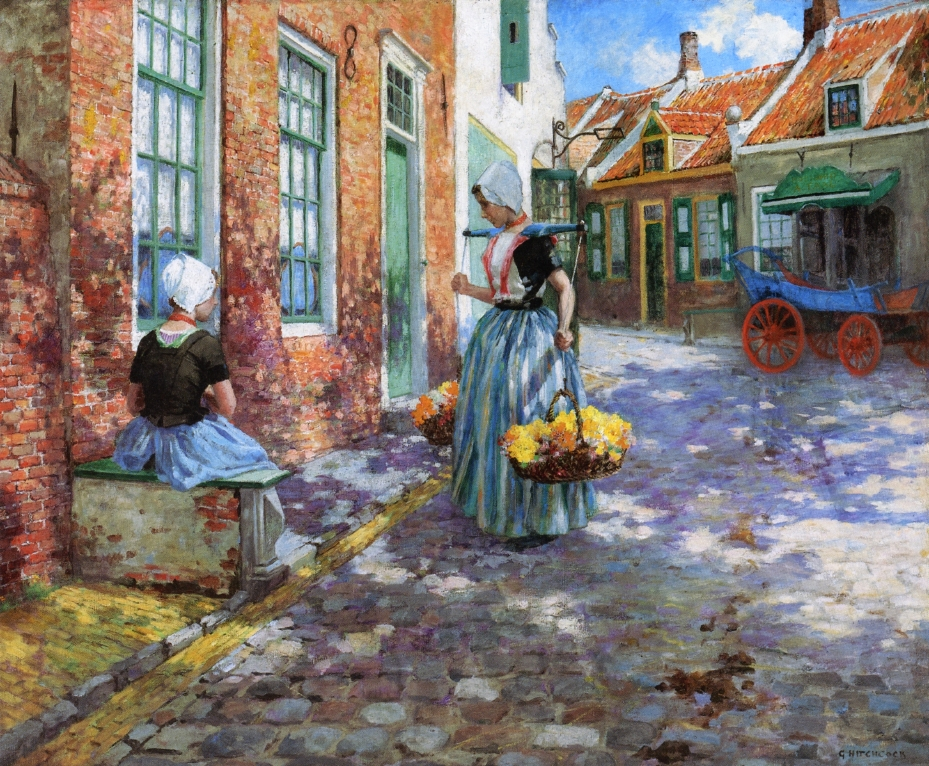
オランダの花売り娘
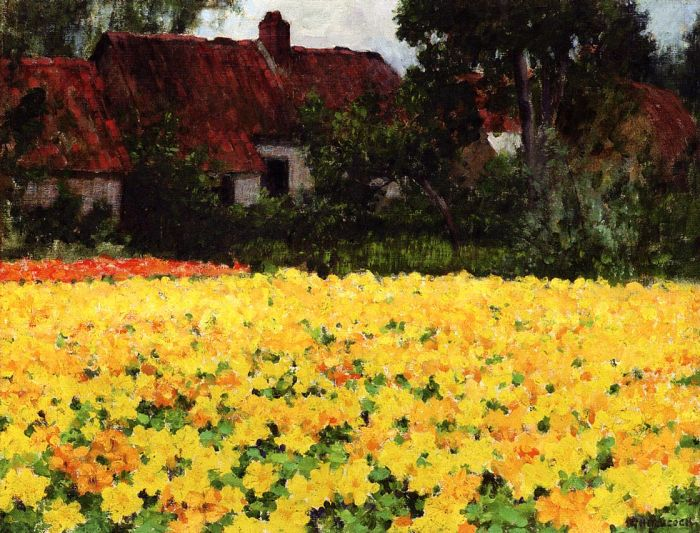
黄色のキンレンカ(c.1890)